# ロレッス
ロレッス（仏: Lauresses）は、フランス南西部のオクシタニー地域圏ロット県に属するコミューン。

## 地理
県の東部、カンタル県との境に位置し、県都のカオールから北東65km、小郡の中心地のラトロンキエールから南東5kmのところにある。
広大な牧草地の中に民家が点在し、街の西側には幹線道路のD31が通っている。

## 行政
- 市長：ピエール・ラガルド（Pierre Lagarde、2001年3月から）

## 人口の推移
| 1962年 | 1968年 | 1975年 | 1982年 | 1990年 | 1999年 | 2006年 |
| ------ | ------ | ------ | ------ | ------ | ------ | ------ |
| 527    | 542    | 524    | 505    | 402    | 296    | 297    |

INSEEより。